# Telegrama Riegner

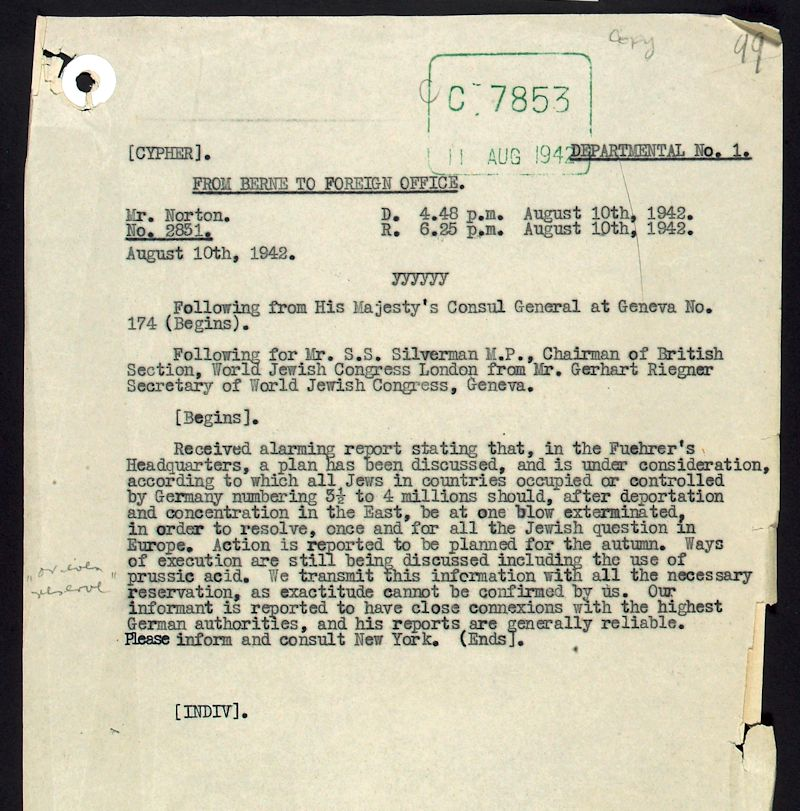
Telegrama original.

El Telegrama Riegner fue un mensaje telegráfico enviado el 8 de agosto de 1942 por Gerhart Riegner, entonces Secretario del Congreso Judío Mundial (Ginebra), a sus oficinas de Nueva York y Londres. El mensaje confirmó los informes alarmantes que habían llegado previamente a Occidente sobre la intención alemana de asesinar en masa a los judíos europeos.

Riegner fue gerente de oficina del CMJ en Ginebra. El industrial alemán Eduard Schulte le informó indirectamente sobre los planes alemanes para la solución final. A través de sus canales diplomáticos británicos y estadounidenses (el rabino Stephen Samuel Wise del Congreso Judío Americano en Nueva York y Sydney Silverman, un miembro judío del Parlamento y presidente de la Sección Británica, Congreso Judío Mundial) Riegner envió el siguiente mensaje a sus contactos a través del Ministerio de Asuntos Exteriores británico y el Departamento de Estado en Washington.
Recibí un alarmante informe que indica que, en la sede del Führer, se ha discutido un plan, y está bajo consideración, según el cual todos los judíos en países ocupados o controlados por Alemania que suman entre 3½ y 4 millones deberían, después de la deportación y concentración en el Este, de un solo golpe exterminado, para resolver, de una vez por todas, la cuestión judía en Europa. Se informa que la acción está prevista para el otoño. Todavía se están discutiendo formas de ejecución, incluido el uso de ácido prúsico. Transmitimos esta información con todas las reservas necesarias, ya que la exactitud no puede ser confirmada por nosotros. Se informa que nuestro informante tiene conexiones cercanas con las más altas autoridades alemanas, y sus informes son generalmente confiables. Por favor, informe y consulte a Nueva York.
Sin embargo, en Inglaterra y Estados Unidos, el telegrama de Riegner fue recibido con incredulidad. El Departamento de Estado de EE. UU. Consideró el telegrama "un rumor salvaje, alimentado por las ansiedades judías", mientras que el Ministerio de Asuntos Exteriores británico no envió el telegrama durante algún tiempo. Solo el 28 de agosto de 1942 llegó al presidente del Congreso Judío Mundial, el rabino Stephen Wise, quien decidió no hacerlo público. A principios de 1944, el secretario del Tesoro, Henry Morgenthau, Jr., declaró frente al presidente Roosevelt que "ciertos funcionarios de nuestro Departamento de Estado" habían fracasado, mientras que el deber le habría ordenado "evitar el exterminio de los judíos en la Europa controlada por los alemanes". 